# 浅黄斑
浅黄 斑（あさぎ まだら、1946年3月31日 - 2020年9月）は、日本の小説家、推理作家。本名は外本 次男（そともと つぎお）。ペンネームは蝶の一種であるアサギマダラから取られている。

## 来歴
兵庫県神戸市生まれ。関西大学工学部機械科卒業。会社勤務のかたわら同人雑誌に小説を発表。1992年、『雨中の客』で第14回小説推理新人賞を受賞。1995年、『死んだ息子の定期券』『海豹亭の客』で第4回日本文芸家クラブ大賞を受賞。ミステリ作家としてデビューしたが、後に時代小説を主に手がけるようになった。
2020年9月5日、知人から通報を受けた神戸西警察署の警察官により、死亡しているところを発見された。

## 主な著書
- 『死者からの告発 4+1の告発』（講談社、1993年6月）
- 『霧の悲劇』（双葉社、1993年7月）
- 『富士六湖まぼろしの柩』（光文社、1993年9月）
- 『星の悲劇』（双葉社、1994年1月）
- 『水底からの告発』（講談社、1994年7月）
- 『金沢・八丈まぼろしの19分』（光文社、1994年8月）
- 『雨中の客』（双葉社、1994年10月）
- 『海の中道殺人前線』（徳間書店、1994年11月）
- 『逃げる男・追う女』（角川書店、1995年5月）
- 『夫婦岩殺人水脈』（光文社、1995年9月）
- 『鎌倉・ユガ洞 まぼろしの誘拐』（光文社、1996年3月）
- 『人妻小雪奮戦記―神戸ニュータウン事件簿』（光文社、1996年4月）
- 『カロンの舟歌』（徳間書店、1996年6月）
- 『蛇の目のごとく』（双葉社、1996年7月）
- 『富士六湖殺人水脈』（光文社、1996年8月）
- 『死蛍』（祥伝社、1997年7月）
- 『虹色のカレイドスコープ』（双葉社、1997年8月）
- 『君が唇は死をささやく』（勁文社、1997年9月）
- 『「金沢・八丈」殺人水脈』（光文社、1998年1月）
- 『骸蝉』（有楽出版社、1998年10月）
- 『轟老人の遺言書―奇想推理コレクション』（祥伝社、1999年1月）
- 『きょうも風さえ吹きすぎる』（双葉社、1999年3月）
- 『天橋立殺人回廊』（実業之日本社、1999年5月）
- 『能登の海殺人回廊』（角川春樹事務所、1999年9月）
- 『瀬戸の海殺人回廊』（角川春樹事務所、1999年10月）
- 『墓に登る死体―特別継続捜査班』（光文社、2000年3月）
- 『十五の喪章―神戸・「雀の宿」の殺人』（角川春樹事務所、2000年4月）
- 『光虫』（角川春樹事務所、2000年10月）
- 『ちょんがれ西鶴』（双葉社、2001年1月）
- 『櫻島殺人海流』（勁文社、2001年8月）
- 『トカラ北上殺人前線』（有楽出版社、2001年12月）
- 『走る死体―ペットマムの事件簿』（有楽出版社、2002年7月）
- 『神戸・真夏の雪祭り殺人事件』（有楽出版社、2003年7月）
- 『かしくのかじか―明治なんぎ屋探偵録』（祥伝社、2004年2月）
- 『鎌倉・ユガ洞殺人水脈』（光文社、2004年8月）
- 『芭蕉隠密伝―執心浅からず』（角川春樹事務所、2005年1月）
- 『山峡の城 無茶の勘兵衛日月録』（二見書房、2006年4月）
- 『火蛾の舞 無茶の勘兵衛日月録2』（二見書房、2006年10月）
- 『残月の剣 無茶の勘兵衛日月録3』（二見書房、2007年4月）
- 『衣紋坂の時雨―湯島・妻恋坂ごよみ』（角川春樹事務所、2007年8月）
- 『冥暗の辻 無茶の勘兵衛日月録4』（二見書房、2007年10月）
- 『刺客の爪 無茶の勘兵衛日月録5』（二見書房、2008年2月）
- 『ごろまき半十郎 八丁堀双紙』（ベストセラーズ、2008年8月）
- 『陰謀の径 無茶の勘兵衛日月録6』（二見書房、2008年12月）
- 『面影橋の怪 八丁堀町双紙』（ベストセラーズ、2009年4月）
- 『報復の峠 無茶の勘兵衛日月録7』（二見書房、2009年8月）
- 『惜別の蝶 無茶の勘兵衛日月録8』（二見書房、2009年12月）
- 『風雲の谺 無茶の勘兵衛日月録9』（二見書房、2010年4月）
- 『流転の影 無茶の勘兵衛日月録10』（二見書房、2010年10月）
- 『月下の蛇 無茶の勘兵衛日月録11』（二見書房、2011年1月）
- 『秋蜩の宴 無茶の勘兵衛日月録12』（二見書房、2011年5月）
- 『幻惑の旗 無茶の勘兵衛日月録13』（二見書房、2011年10月）
- 『蠱毒の針 無茶の勘兵衛日月録14』（二見書房、2012年2月）
- 『写楽残映 胡蝶屋銀治図譜』（ベストセラーズ、2012年5月）
- 『北瞑の大地 八丁堀・地蔵橋留書』（二見書房、2012年7月）
- 『目黒の筍縁起 胡蝶屋銀治図譜（二）』（ベストセラーズ、2012年10月）
- 『妻敵の槍 無茶の勘兵衛日月録15』（二見書房、2013年2月）
- 『川霧の巷 無茶の勘兵衛日月録16』（二見書房、2013年5月）
- 『玉響の譜 無茶の勘兵衛日月録17』（二見書房、2013年9月）
- 『半十郎影始末―麒麟児』（コスミック出版、2013年12月）
- 『天満月夜の怪事 八丁堀・地蔵橋留書2』（二見書房、2014年1月）
- 『半十郎影始末―面影橋悲愁』（コスミック出版、2014年8月）
- 『風花の露 無茶の勘兵衛日月録18』（二見書房、2017年12月）
- 『天空の城 無茶の勘兵衛日月録19』（二見書房、2018年6月）
- 『落暉の兆 無茶の勘兵衛日月録20』（二見書房、2019年4月）